# Thần đồng quyền
Thần Đồng Quyền (còn được gọi là Thần Đồng Thảo Pháp, Thảo bộ Thần Đồng,...) là một trong những bài quyền của Võ cổ truyền Việt Nam nằm trong chương trình huấn luyện của một số võ phái có nguồn gốc từ Bình Định như môn phái Quyền An Vinh - Tây Sơn, Bình Định, Sa Long Cương, Tân Khánh Bà Trà,....

## Các dị bản của lời thiệu trong các võ phái

### Võ phái An Vinh - Tây Sơn - Bình Định và Bình Định Sa Long Cương
Lời thiệu của bài Thần Đồng Quyền của môn phái An Vinh ở Tây Sơn, Bình Định và môn phái Bình Định Sa Long Cương giống nhau. Trong môn phái Bình Định Sa Long Cương, tương truyền bài võ căn bản này được sư trưởng Trương Thanh Đăng học lại từ võ sư Đinh Cát của dòng họ Đinh ở Bình Định. Trong dòng họ Đinh ở Bình Định này, có võ sư Hương Kiểm Mỹ, tên thật là Đinh Hề, thuộc võ phái An Vinh, sở hữu bài quyền Thần Đồng có lời thiệu như của Bình Định Sa Long Cương với những câu thiệu như sau:
THẦN ĐỒNG QUYỀN
Thủ bái Thần Đồng
Ngư ông trì thế
Sổ bộ xuy phong
Hoành khai tả tọa Thái Công
Phát hồi địa hổ
Đả song phi, chích phụng đơn hành
Đản tả đả tả
Đản hữu đả hữu
Phi nhất bộ, Thần Đồng chấp thủ
Lưỡng biên lập như tiền.
Trong kho tàng Võ cổ truyền Bình Định, còn có các bài Thần Đồng khác ở nhiều võ phái khác nhau, lời thiệu Thần Đồng Quyền còn có các bài dị bản sau:
THẦN ĐỒNG QUYỀN
Lập bộ Thần đồng hoành ngũ nhạc.
Tứ chi liên đả mạc thiện tài.
Lưỡng hổ âm dương phi thám tỉnh.
Lạc mã hồi đầu bái kim giai.
THẦN ĐỒNG THẢO PHÁP
Thủ bái Thần đồng.
Ngư ông trì thế.
Sổ bộ xuy phong.
Phản hồi toạ địa.
Phụ tử tương song.
Truyền thân bộ trảm.
Lưỡng kích tấn công.
Chỉ thiên đả hoạch.
Lưỡng chỉ khúc quăng.
Hồi thân đảm thủ.
Lập thế võ hầu.
Bạt hình xà tự.
Tái tượng ngư ông.
Thoái tẩu bãi lai.
Song phi đoản dực.
Bái Tổ lập như tiền.

### Môn phái Võ lâm Tân Khánh Bà Trà
Lời thiệu bài Thần Đồng Quyền của võ phái Tân Khánh Bà Trà có nhiều câu thiệu tương đồng và dài hơn so với bài Thần Đồng Thảo Pháo của võ cổ truyền Bình Định, số lượng chiêu thức cũng phong phú hơn. Bài quyền Thần Đồng của võ phái Tân Khánh Bà Trà có lời thiệu như sau:
Thủ chấp Thần Đồng
Ngư ông trì thế
Hổ bộ suy phong
Phản hồi tọa địa
Phụ tử tương song
Hồi thân bộ trảm
Lưỡng chiến tấn công
Chỉ thiên yểm diện
Lưỡng thủ cúc quăn
Lập thế võ hầu
Bạt hình xà tự
Biên xuất trân châu
Bàng phi cản lộ
Quan âm quá hải
Lập thế bại lai
Tiền kiên đả hổ
Xuất địch giữ nhân
Song biên tiền đả
Độc lập nhứt thân
Nhị môn như thử
Hồi đầu bái Tổ.